# Liodessus incrassatus
Liodessus incrassatus är en skalbaggsart som beskrevs av Olof Biström 1988. Liodessus incrassatus ingår i släktet Liodessus och familjen dykare. Inga underarter finns listade i Catalogue of Life.